# Empuré
Empuré est une commune du Sud-Ouest de la France située dans le département de la Charente, en région Nouvelle-Aquitaine.
Ses habitants s'appellent les Empuréens et Empuréennes.

## Géographie

### Localisation et accès
La commune d'Empuré est une commune du Nord-Charente proche des Deux-Sèvres située à 2 km au nord-ouest de Villefagnan et 42 km au nord d'Angoulême. Elle est une des moins peuplées du canton de Villefagnan.
Le bourg est aussi situé 11 km à l'ouest de Ruffec et 14 km au sud-est de Chef-Boutonne.
La principale voie de communication est la D 740, route de Confolens  à Melle par Villefagnan, qui traverse la commune du nord-ouest au sud-est, et qui passe à 300 m du bourg d'Empuré.
La gare la plus proche est celle de Ruffec, desservie par des TER et TGV à destination d'Angoulême, Poitiers, Paris et Bordeaux.

### Hameaux et lieux-dits
Les quelques hameaux de la commune sont : Planchard, dans l'ouest, à la limite de la commune de Paizay-Naudouin-Embourie ; le Pouyaud, dans le nord de la commune ; Bellevue, près de la route de Villefagnan ; les Égaux.

### Communes limitrophes
|                          | La Magdeleine |             |
| Paizay-Naudouin-Embourie | Empuré        | Villefagnan |
|                          | Brettes       |             |

### Géologie et relief
Géologiquement, la commune est dans le calcaire du Jurassique du Bassin aquitain, comme tout le Nord-Charente. Plus particulièrement, l'Oxfordien (Jurassique supérieur) occupe la surface communale,,.
Ces plateaux calcaires du nord du département, généralement secs et froids, bien qu'ils ne présentent pas avec le reste du département des différences aussi tranchées que les terrains granitiques de Charente limousine, n'en ont pas moins un aspect tout particulier, qui les distingue nettement des campagnes angoumoisines ou saintongeaises.
Le relief de la commune est celui d'un plateau assez uniforme. Le point culminant est à une altitude de 156 m, situé à la limite nord-est. Le point le plus bas est à 84 m, situé à l'extrémité sud-ouest. Le bourg est à 115 m d'altitude.

### Hydrographie

#### Réseau hydrographique

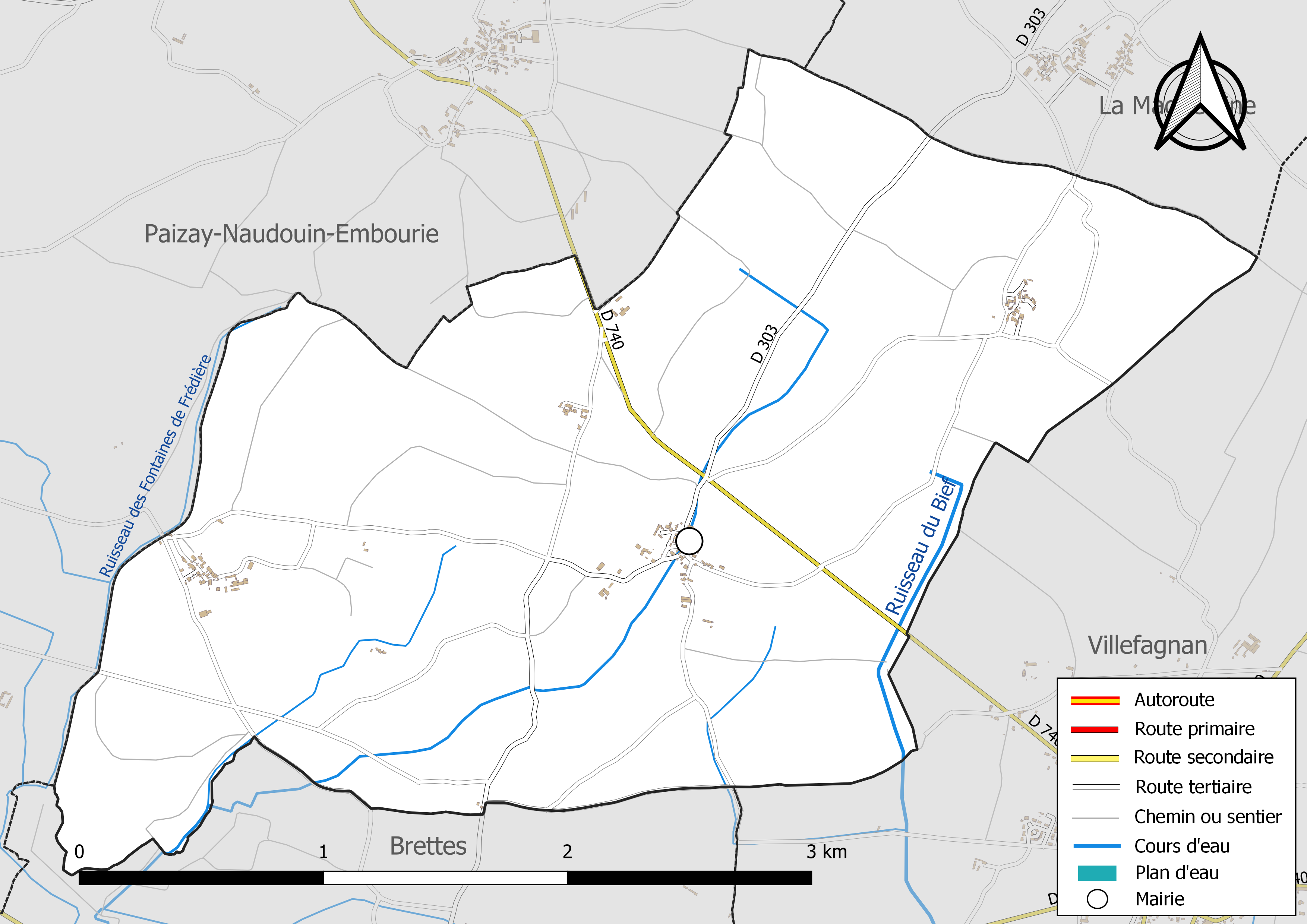
Réseaux hydrographique et routier d'Empuré.

La commune est située dans le bassin versant de la Charente au sein  du Bassin Adour-Garonne. Elle est drainée par le ruisseau du Bief et le ruisseau des Fontaines de Frédière et par divers petits cours d'eau, qui constituent un réseau hydrographique de 8 km de longueur totale,.
Aucun cours d'eau permanent ne traverse la commune. La commune est limitée à l'ouest par le ruisseau intermittent des Fontaines de Frédière, petit affluent de l'Aume et sous-affluent de la Charente, alimenté par deux petites sources au nord-ouest. Un autre ruisseau intermittent issu d'une fontaine traverse le bourg d'Empuré et rejoint le précédent au sud. Sur la limite communale à l'est, un ruisseau intermittent coule vers le sud en direction de Villefagnan et du Bief, affluent de la Charente à Luxé.
Le ruisseau du Bief, d'une longueur totale de 22,8 km, prend sa source dans la commune  et se jette  dans la Charente à Luxé, après avoir traversé 8 communes.

#### Gestion des eaux
Le territoire communal est couvert par le schéma d'aménagement et de gestion des eaux (SAGE) « Charente ». Ce document de planification, dont le territoire correspond au bassin de la Charente, d'une superficie de 9 300 km2, a été approuvé le 19 novembre 2019. La structure porteuse de l'élaboration et de la mise en œuvre est l'établissement public territorial de bassin Charente. Il définit sur son territoire les objectifs généraux d’utilisation, de mise en valeur et de protection quantitative et qualitative des ressources en eau superficielle et souterraine, en respect des objectifs de qualité définis dans le troisième SDAGE  du Bassin Adour-Garonne qui couvre la période 2022-2027, approuvé le 10 mars 2022.

### Climat
Comme dans les trois quarts sud et ouest du département, le climat est océanique aquitain.

### Végétation
La principale culture est celle des céréales.

## Urbanisme

### Typologie
Au 1er janvier 2024, Empuré est catégorisée commune rurale à habitat très dispersé, selon la nouvelle grille communale de densité à 7 niveaux définie par l'Insee en 2022.
Elle est située hors unité urbaine et hors attraction des villes,.

### Occupation des sols
L'occupation des sols de la commune, telle qu'elle ressort de la base de données européenne d’occupation biophysique des sols Corine Land Cover (CLC), est marquée par l'importance des territoires agricoles (93,2 % en 2018), une proportion sensiblement équivalente à celle de 1990 (93,6 %). La répartition détaillée en 2018 est la suivante : 
terres arables (76 %), zones agricoles hétérogènes (17,2 %), forêts (6,8 %). L'évolution de l’occupation des sols de la commune et de ses infrastructures peut être observée sur les différentes représentations cartographiques du territoire : la carte de Cassini (XVIIIe siècle), la carte d'état-major (1820-1866) et les cartes ou photos aériennes de l'IGN pour la période actuelle (1950 à aujourd'hui).

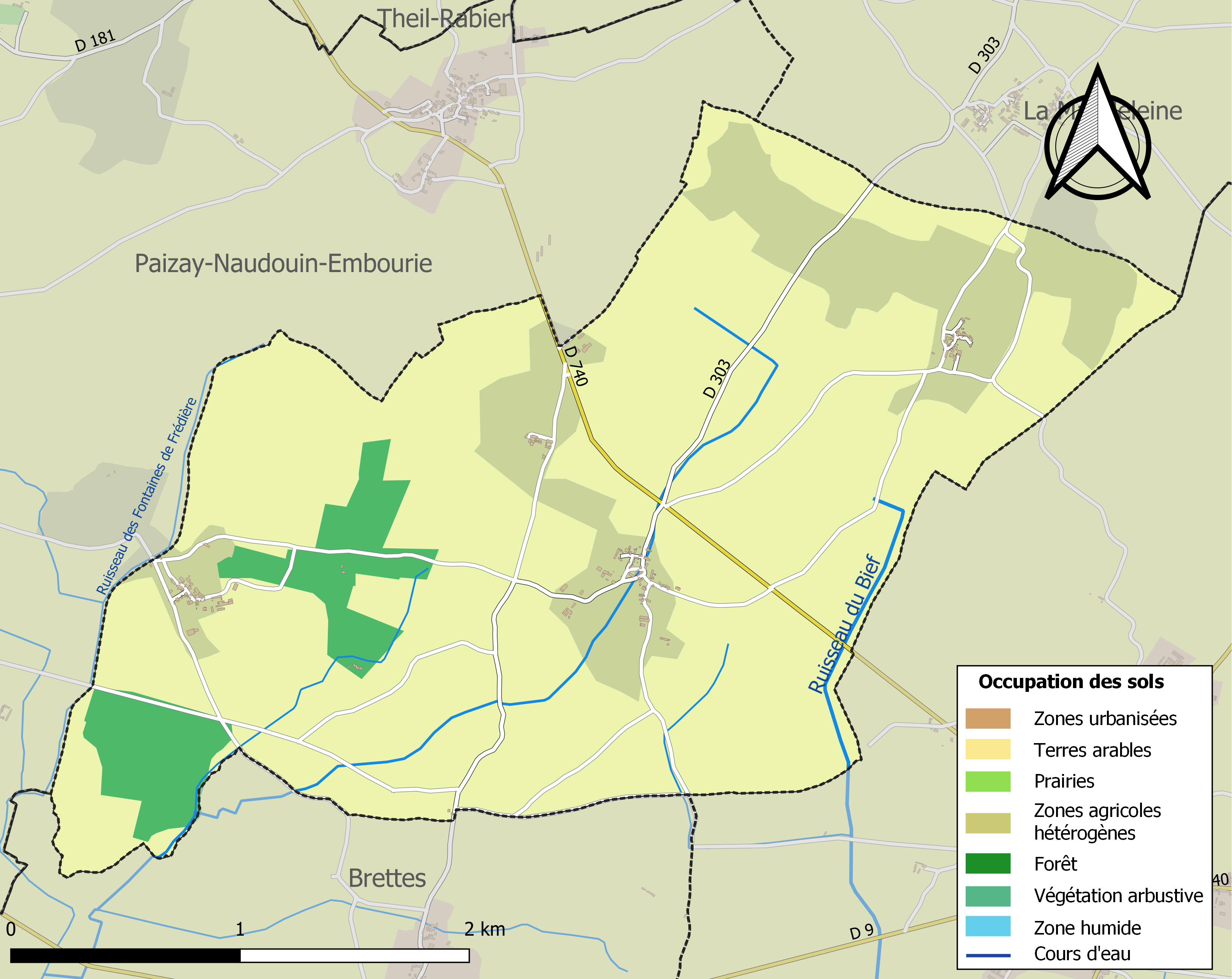
Carte des infrastructures et de l'occupation des sols de la commune en 2018 (CLC).

### Risques majeurs
Le territoire de la commune d'Empuré est vulnérable à différents aléas naturels : météorologiques (tempête, orage, neige, grand froid, canicule ou sécheresse) et séisme (sismicité modérée). Un site publié par le BRGM permet d'évaluer simplement et rapidement les risques d'un bien localisé soit par son adresse soit par le numéro de sa parcelle.

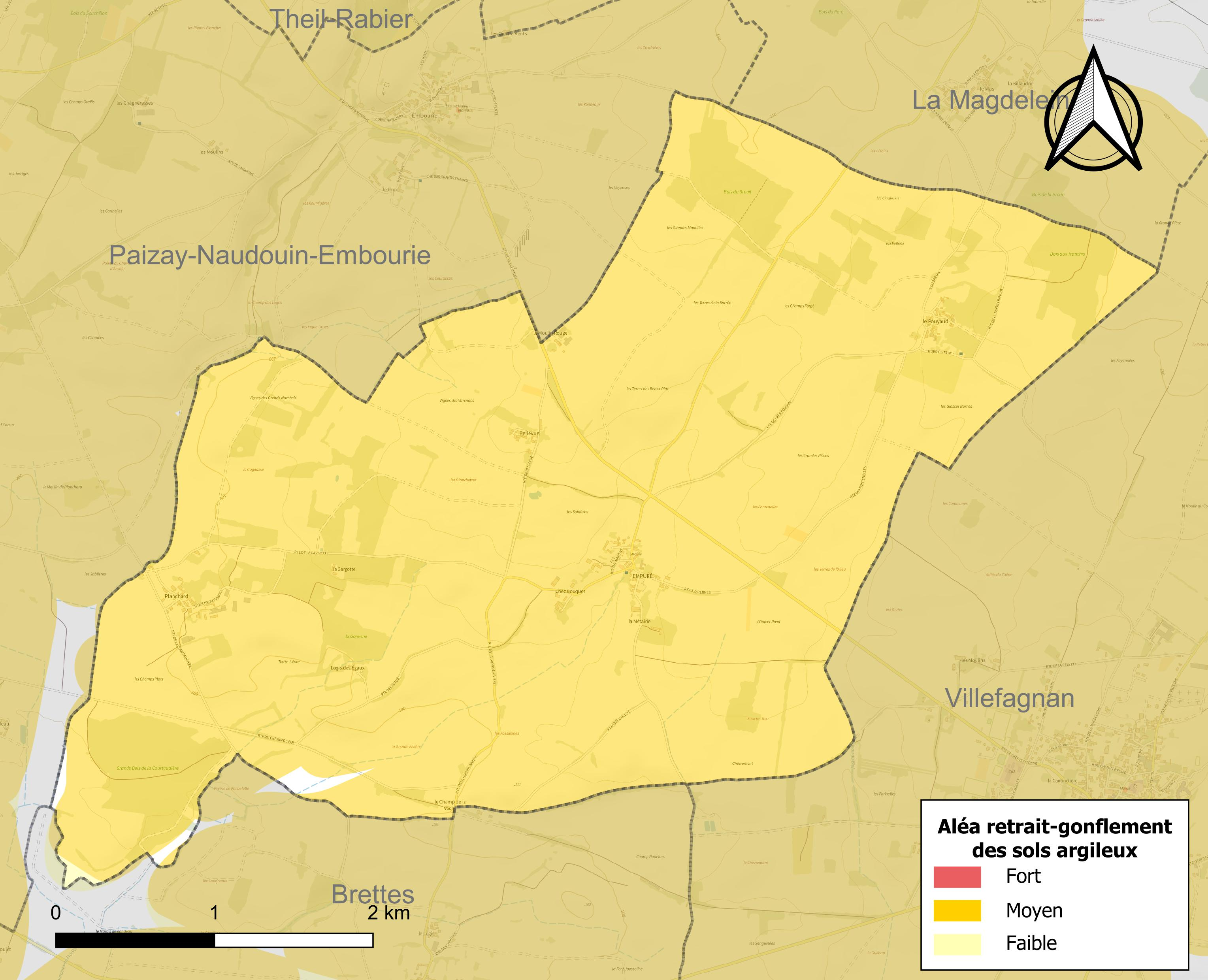
Carte des zones d'aléa retrait-gonflement des sols argileux d'Empuré.

Le retrait-gonflement des sols argileux est susceptible d'engendrer des dommages importants aux bâtiments en cas d’alternance de périodes de sécheresse et de pluie. 99,4 % de la superficie communale est en aléa moyen ou fort (67,4 % au niveau départemental et 48,5 % au niveau national). Sur les 70 bâtiments dénombrés sur la commune en 2019,  70 sont en aléa moyen ou fort, soit 100 %, à comparer aux 81 % au niveau départemental et 54 % au niveau national. Une cartographie de l'exposition du territoire national au retrait gonflement des sols argileux est disponible sur le site du BRGM,.
Par ailleurs, afin de mieux appréhender le risque d’affaissement de terrain, l'inventaire national des cavités souterraines permet de localiser celles situées sur la commune.
La commune a été reconnue en état de catastrophe naturelle au titre des dommages causés par les inondations et coulées de boue survenues en 1982 et 1999. Concernant les mouvements de terrains, la commune a été reconnue en état de catastrophe naturelle au titre des dommages causés par des mouvements de terrain en 1999.

## Toponymie
Des formes anciennes sont Emporio (non daté, mais Moyen Âge), Ampuret vers le XIVe siècle.
L'origine du nom d'Empuré remonterait à un nom de personne romain Ampurius auquel est apposé le suffixe -acum, ce qui correspondrait à Ampuriacum, « domaine d'Ampurius »,,.
La limite des noms en -ac (dans le Sud de la France) et des noms en -é, -ay ou -y (dans le Nord), qui traverse la France d'ouest en est, traverse le nord-ouest du département de la Charente entre Rouillac/Montigné et Bernac/Londigny. Elle passe au sud de la commune et le nom a évolué de -acum en -é.

## Histoire
De nombreuses traces d'habitat antique ont été retrouvées sur la commune, depuis l'époque romaine, aux Vieilles Vignes au sud du bourg (villa des Ier et IIe siècles), et de l'époque carolingienne aux Grands Bois de la Courtaudière, au sud-ouest.
À la fin du XIVe siècle, la terre d'Empuré est la propriété de Fouquet de Barro, écuyer, qui a épousé Agnès de Bors et qui, le 24 février 1404, passe un accord avec l'évêque de Poitiers au sujet des terres qu'il possède près de Chef-Boutonne.
Au début du XVe siècle, la terre passe entre les mains de Jacques de Maillé, écuyer, dont la fille unique, Jeanne, n'a aucun enfant de ses trois mariages successifs avec Amauri Tigné, Guillaume de Tucé, et Guy Frotier de La Messelière.
Pendant la première moitié du XXe siècle (entre 1885 et 1938), la ligne de Niort à Ruffec traversait la commune, mais la gare la plus proche en était celle de Villefagnan.

## Administration

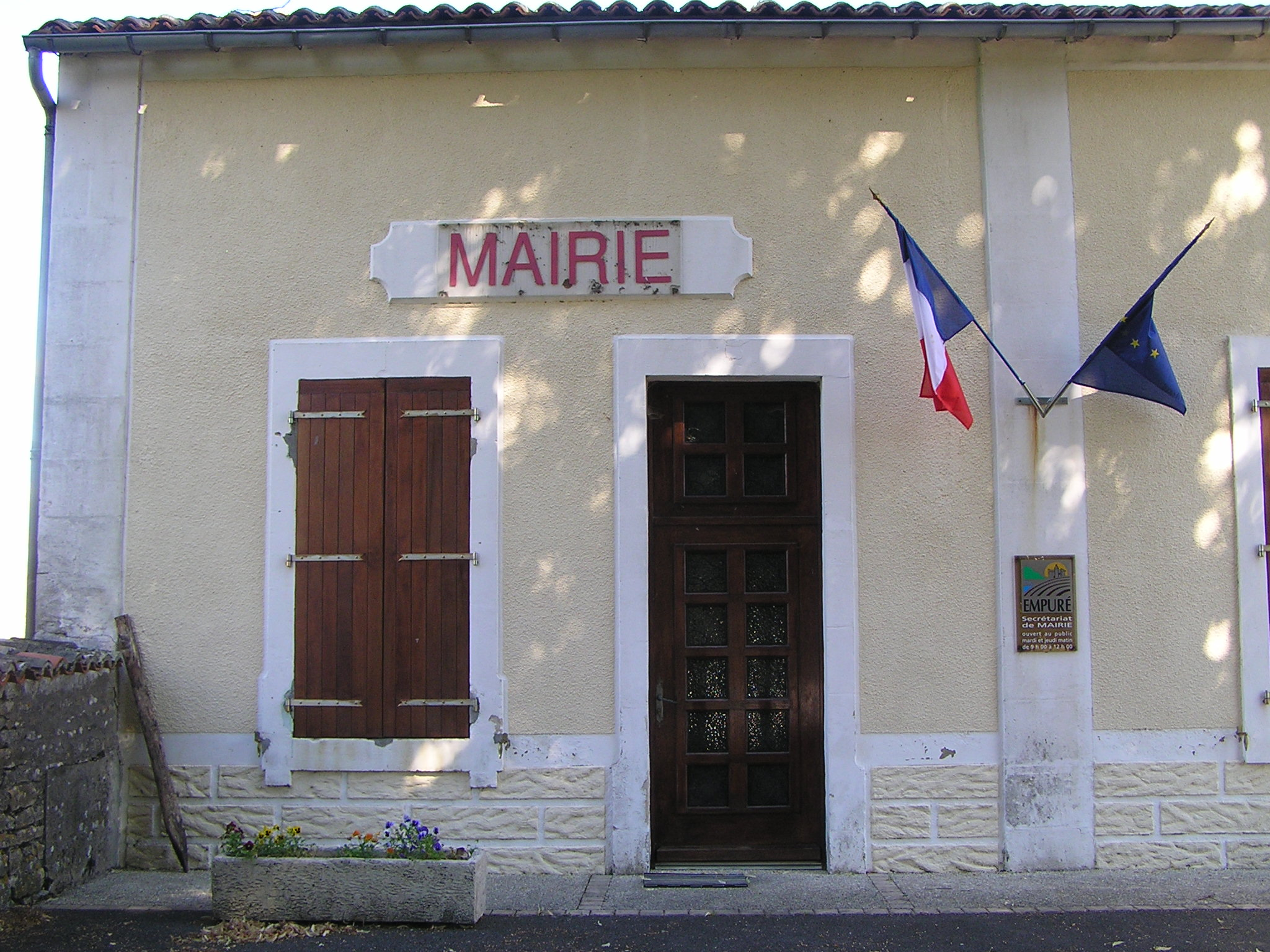
La mairie d'Empuré.

| Période                                  | Période  | Identité                                  | Étiquette | Qualité                                                                       |
| ---------------------------------------- | -------- | ----------------------------------------- | --------- | ----------------------------------------------------------------------------- |
| maire en 1837                            | ?        | Charles Poitevin de Lépinière (1789-1848) |           | Ancien officier, propriétaire du château d'Empuré Conseiller d'arrondissement |
| depuis 2001                              | En cours | Alain Étourneaud                          | PS        | Président de la CC Villefagnan                                                |
| Les données manquantes sont à compléter. |          |                                           |           |                                                                               |

## Démographie

### Évolution démographique
L'évolution du nombre d'habitants est connue à travers les recensements de la population effectués dans la commune depuis 1793. Pour les communes de moins de 10 000 habitants, une enquête de recensement portant sur toute la population est réalisée tous les cinq ans, les populations de référence des années intermédiaires étant quant à elles estimées par interpolation ou extrapolation. Pour la commune, le premier recensement exhaustif entrant dans le cadre du nouveau dispositif a été réalisé en 2008.

En 2022, la commune comptait 96 habitants, en évolution de −4,95 % par rapport à 2016 (Charente : −0,48 %, France hors Mayotte : +2,11 %).
| 1793 | 1800 | 1806 | 1821 | 1831 | 1841 | 1846 | 1851 | 1856 |
| ---- | ---- | ---- | ---- | ---- | ---- | ---- | ---- | ---- |
| 291  | 300  | 326  | 332  | 358  | 350  | 338  | 320  | 318  |

| 1861 | 1866 | 1872 | 1876 | 1881 | 1886 | 1891 | 1896 | 1901 |
| ---- | ---- | ---- | ---- | ---- | ---- | ---- | ---- | ---- |
| 318  | 294  | 289  | 289  | 283  | 292  | 262  | 250  | 232  |

| 1906 | 1911 | 1921 | 1926 | 1931 | 1936 | 1946 | 1954 | 1962 |
| ---- | ---- | ---- | ---- | ---- | ---- | ---- | ---- | ---- |
| 237  | 240  | 180  | 227  | 191  | 188  | 160  | 166  | 155  |

| 1968 | 1975 | 1982 | 1990 | 1999 | 2006 | 2008 | 2013 | 2018 |
| ---- | ---- | ---- | ---- | ---- | ---- | ---- | ---- | ---- |
| 151  | 112  | 112  | 113  | 108  | 117  | 120  | 106  | 99   |

| 2022 | - | - | - | - | - | - | - | - |
| ---- | - | - | - | - | - | - | - | - |
| 96   | - | - | - | - | - | - | - | - |

### Pyramide des âges
La population de la commune est relativement âgée.
En 2018, le taux de personnes d'un âge inférieur à 30 ans s'élève à 20,2 %, soit en dessous de la moyenne départementale (30,2 %). À l'inverse, le taux de personnes d'âge supérieur à 60 ans est de 34,4 % la même année, alors qu'il est de 32,3 % au niveau départemental.
En 2018, la commune comptait 53 hommes pour 46 femmes, soit un taux de 53,54 % d'hommes, largement supérieur au taux départemental (48,41 %).
Les pyramides des âges de la commune et du département s'établissent comme suit.
| Hommes | Classe d’âge | Femmes |
| ------ | ------------ | ------ |
| 0,0    | 90 ou +      | 2,2    |
| 3,8    | 75-89 ans    | 8,7    |
| 24,5   | 60-74 ans    | 30,4   |
| 28,3   | 45-59 ans    | 37,0   |
| 15,1   | 30-44 ans    | 10,9   |
| 18,9   | 15-29 ans    | 8,7    |
| 9,4    | 0-14 ans     | 2,2    |

| Hommes | Classe d’âge | Femmes |
| ------ | ------------ | ------ |
| 1      | 90 ou +      | 2,7    |
| 9,2    | 75-89 ans    | 12     |
| 20,6   | 60-74 ans    | 21,3   |
| 20,7   | 45-59 ans    | 20,3   |
| 16,8   | 30-44 ans    | 16     |
| 15,6   | 15-29 ans    | 13,4   |
| 16,1   | 0-14 ans     | 14,3   |

### Remarque
Appelé Ampuré en 1801.

## Lieux et monuments

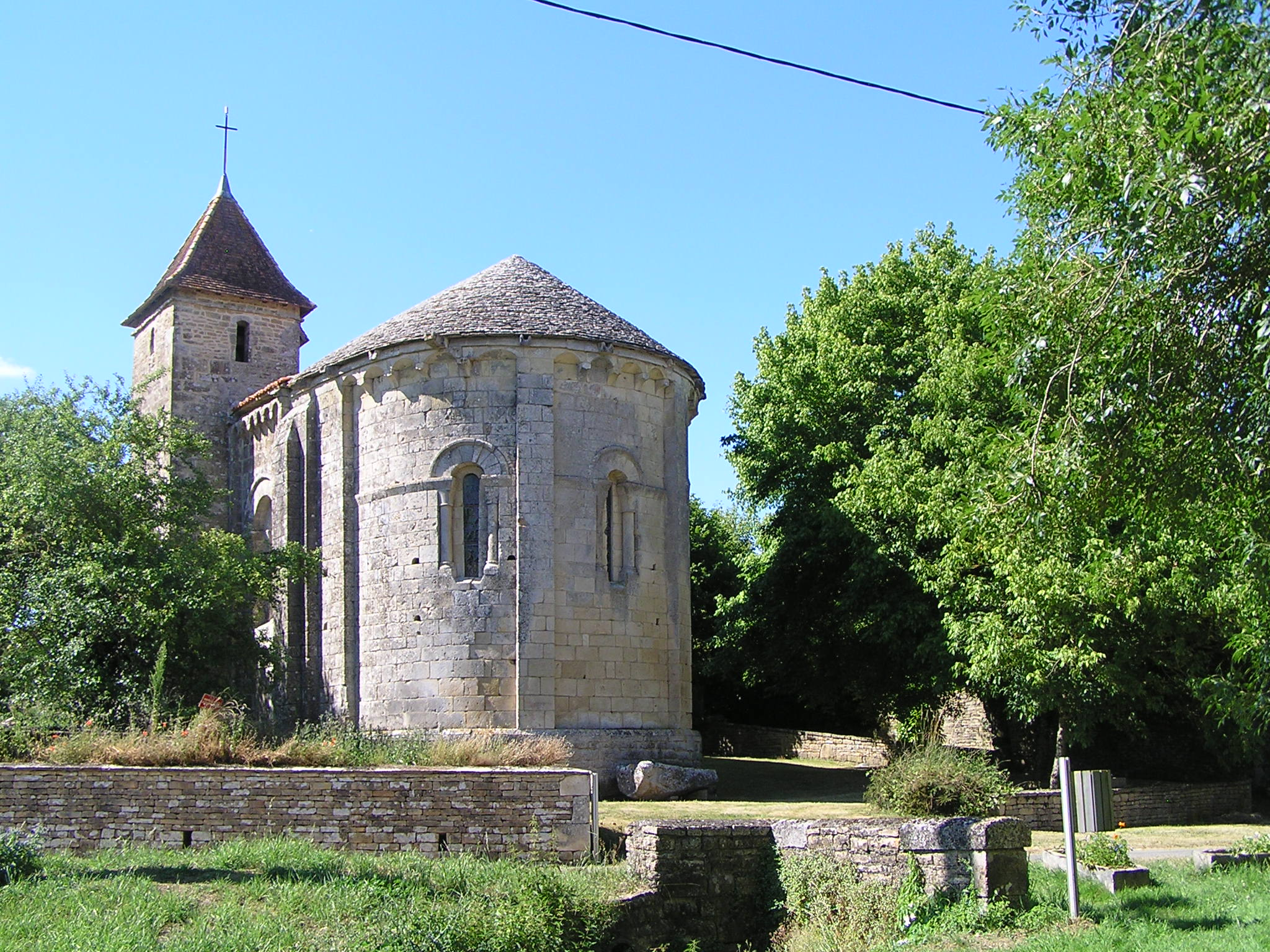
L'église.

L'église paroissiale Saint-Maixent date du XIIe siècle. C'est un édifice remarquable par son portail en plein cintre, et par les modillons symboliques qui ornent sa façade. Elle est classée monument historique depuis 1914.
Du château d'Empuré il ne reste que des contreforts et des archères réemployées dans un bâtiment agricole. Sous la férule de son nouveau propriétaire, le bâtiment est en cours de restauration et retrouvera bientôt une partie de ses douves d'origine.
Sous la salle des fêtes, la salle voutée pourrait avoir été la cave d'un autre logis.
Le logis de la Grand Maison, du XVIe siècle possède une tour ronde coiffée d'une poivrière couverte de tuiles plates.